# Juegos Deportivos Nacionales de Colombia
Los Juegos Deportivos Nacionales de Colombia son un evento multideportivo que se le denomina como el máximo evento deportivo del país. Los juegos se realizan en categoría abierta cada cuatro años desde 1928, como iniciación del ciclo selectivo y de preparación de los deportistas que representan al país en competiciones o eventos internacionales. Desde la edición 1988 participan delegaciones de los 32 departamentos, de la capital del país Bogotá y de las Fuerzas Armadas. 
El evento es organizado por el Ministerio del Deporte (antiguo Coldeportes). Hasta la fecha, se han realizado 21 justas desde 1928. Para la organización de los juegos muchas de las ciudades sedes han construido o renovado sus escenarios deportivos. En ellos se han destacado grandes figuras del deporte nacional como José Díaz Granados, Efraín Forero y María Isabel Urrutia.

## Historia
Las primeras prácticas deportivas en Colombia las realizaron grupos minoritarios a lo largo de siglo XIX e inicios del siglo XX, con Carreras de Caballos y Torneos de Polo y hacia 1924, un entusiasta grupo presidido por el médico Jorge Wills creó la Asociación Deportiva Colombiana, ADC, considerada la antecesora del Comité Olímpico Colombiano.

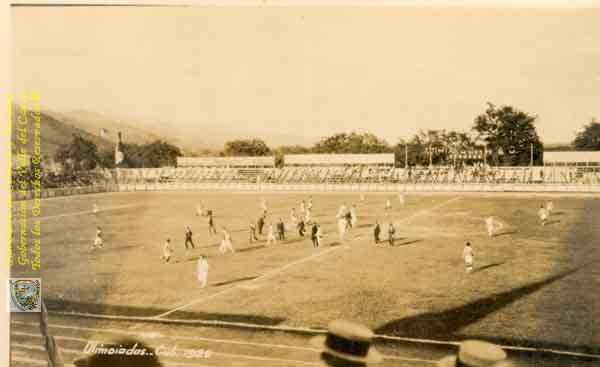
Primeras Olimpiadas Nacionales en el Estadio Galilea, partido de futbol entre Bogotá y Cali.

Los Juegos Nacionales se gestaron en el primer tercio del siglo XX y dos factores trascendentales determinaron la realización de la primera reunión deportiva con carácter de olimpíada: la promulgación de la Ley 80 de 1925, relacionada con el desarrollo de la cultura física y la realización de los Primeros Juegos Centroamericanos y del Caribe en 1926.
En noviembre de ese año, el gobierno decretó la realización de los Juegos Olímpicos Nacionales, los cuales tendrían como sede a Bogotá en 1928 y destinó para tal fin la suma de cinco mil pesos. El certamen nunca se realizó. Con base en el decreto de 1925, de nuevo el gobierno ordenó la celebración, todos los años, de los Juegos Olímpicos Nacionales y la primera sede fue entregada a Cali, que debía organizar el certamen entre el 25 de noviembre y el 10 de diciembre de 1928. Finalmente, se realizaron entre el 22 de diciembre de 1928 y el 10 de enero de 1929, bajo la dirección de Hans Hubber, funcionario del Ministerio de Educación. De aquella época se recuerda el triunfo de Santa Marta sobre Barranquilla en fútbol.
En 1929 fue elaborada una nueva reglamentación, que entregó a Medellín la sede de los Juegos que se realizaron en 1932 y también determinó que se llamaran Torneos de la República, puesto que no podían llamarse Juegos Olímpicos Nacionales. Como no existían organizaciones deportivas ni federaciones, clubes o ligas, se encargó a la Comisión Nacional de Educación Física (hoy Ministerio del Deporte), de la orientación general de los que, desde ese momento, se conocieron como los Juegos Nacionales.
Los departamentos y municipios organizaron hasta 1941 las justas, y desde su sexta edición, el torneo empezó a ser subvencionado directamente por el gobierno nacional. En 1968 fue creado Coldeportes que asumió la organización y montaje general del certamen junto con las sedes designadas. En Neiva y Villavicencio (1980 – 1985) la justa nacional fue para juveniles. El decreto 2845 de noviembre de 1984, descentralizó los Juegos que se vienen celebrando cada cuatro años. Sin embargo, fue hasta 1988 que se aplicó la política de descentralización. En 1992 se dio apertura a profesionales. Desde 1996 se han venido disputando en diferentes ciudades, preferiblemente de una misma región.

## Los juegos Nacionales como un factor de desarrollo urbanístico
los Juegos Nacionales cobran un valor agregado como factor de desarrollo urbanístico de las ciudades sedes. Las competencias deben hacerse en pistas y canchas deportiva. De igual manera, la presencia de tantos colombianos reunidos en una sede, obliga a los organizadores a desarrollar obras deportivas y otro tipo de construcciones que modernizarnizan las ciudades sedes, como las vías de comunicación. Ante esta gran oportunidad, empezó la lucha de las ciudades por ser sedes de los Juegos Nacionales. Por ejemplo, Barranquilla en 1935, inauguró un nuevo estadio, pero también otras obras que le servirían para ser la organizadora de los V Juegos Centroamericanos y del Caribe, 11 años después. Manizales modernizó el centro y amplió su área hacia el sector de Palogrande, en las afueras,  donde construyó la unidad deportiva que exigió vías generadoras a su vez del desarrollo de la ciudad. Bucaramanga cambió con los juegos de 1941, sus principales calles y carreras fueron pavimentadas, se construyó el estadio Alfonso López, etc.
Ya los dirigentes políticos de las regiones colombianas eran los primeros en apoyar a los dirigentes deportivos en su lucha por las sedes de los Juegos. Por razones económicas, las primeras justas no se pudieron cumplir en el ciclo legal de 4 años. Las sedes que no contaban con infraestructura deportiva, querían aprovechar el momento para dotarlas de escenarios deportivos y de otras obras beneficiosas para su progreso. Después de los VI Juegos, realizados en Santa Marta en 1950, Cali organizó los VII, en 1954, que marcaron un punto muy alto en escenarios y en obras para la ciudad.
En 1988 terminó la desenfrenado gasto económico en los Juegos Nacionales pero continuó su importancia como factor de desarrollo de las regiones, más armónico y acorde con necesidades y posibilidades, al establecerse la descentralización, que significaba “repartición de responsabilidades” entre varias ciudades colombianas.
Muchas han sido las figuras de los Juegos Nacionales: Carlos J. Echavarría , Jorge Combariza, Marco Fidel Gutiérrez Fernández, Luis Tiburón González, Jaime Aparicio, Leonel Pedroza, Tomás Becerra, Alejandro Bermúdez, Omar Pinzón.

## Ediciones y sedes

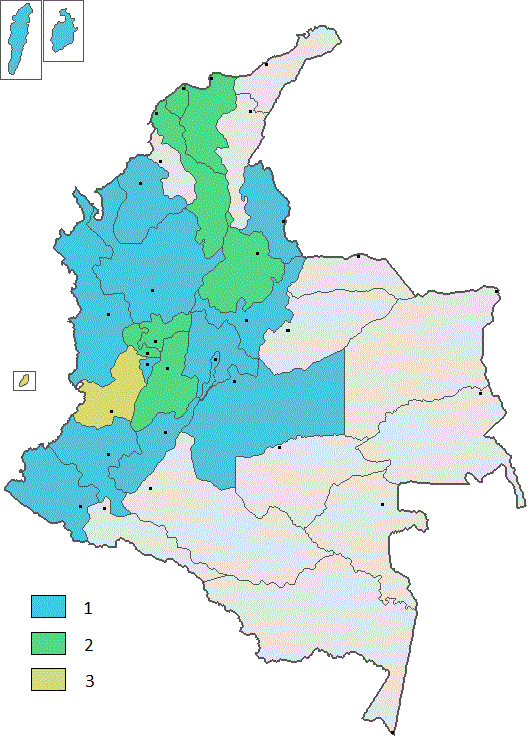
Sedes de los Juegos Deportivos Nacionales
| 1928 | I edición     | Cali | Valle del Cauca                                |
| 1932 | II edición    | Medellín | Antioquia                                      |
| 1935 | III edición   | Barranquilla | Atlántico                                      |
| 1936 | IV edición    | Manizales | Caldas                                         |
| 1941 | V edición     | Bucaramanga | Santander                                      |
| 1950 | VI edición    | Santa Marta | Magdalena                                      |
| 1954 | VII edición   | Cali | Valle del Cauca                                |
| 1960 | VIII edición  | Cartagena de Indias | Bolívar                                        |
| 1970 | IX edición    | Ibagué | Tolima                                         |
| 1974 | X edición     | Pereira | Risaralda                                      |
| 1980 | XI edición    | Neiva | Huila                                          |
| 1985 | XII edición   | Villavicencio | Meta                                           |
| 1988 | XIII edición  | Armenia | Quindío                                        |
|      |               | Pereira | Risaralda                                      |
|      |               | Manizales | Caldas                                         |
|      |               | Sedes Alternas Ibagué y Montería |                                                |
| 1992 | XIV edición   | Barranquilla | Atlántico                                      |
|      |               | Cartagena de Indias | Bolívar                                        |
|      |               | Santa Marta | Magdalena                                      |
| 1996 | XV edición    | Bucaramanga / Girón / Piedecuesta | Santander                                      |
|      |               | Floridablanca y Barrancabermeja |                                                |
| 2000 | XVI edición   | Pasto / Túquerres / Ipiales / Tumaco | Nariño                                         |
|      |               | Tunja / Duitama / Paipa / Sogamoso | Boyacá                                         |
|      |               | Moniquirá / Chiquinquirá y Puerto Boyacá |                                                |
| 2004 | XVII edición  | Bogotá | Bogotá, D. C.                                  |
|      |               | Girardot / Soacha / Fusagasugá y Facatativá | Cundinamarca                                   |
| 2008 | XVIII edición | Cali / Buenaventura | Valle del Cauca                                |
|      |               | Archipiélago de San Andrés, Providencia y Santa Catalina | San Andrés y Providencia                       |
| 2012 | XIX edición   | Montería / Cereté / Loríca / San Antero | Córdoba                                        |
|      |               | Popayán / Santander de Quilichao / Timbio | Cauca                                          |
|      |               | Cúcuta / Los Patios / Ocaña / Pamplona / Villa del Rosario | Norte de Santander                             |
|      |               | Sedes Alternas Cali y Bogotá |                                                |
| 2015 | XX edición    | Ibagué / Chaparral / El Espinal / Líbano / Melgar / Prado Quibdó / Acandí / Bahía Solano / Capurganá / Istmina Sedes alternas Cali, Bogotá, Nilo, Ubaté, Rionegro y Guarne | Tolima · Chocó ·                               |
| 2019 | XXI edición   | Cartagena de Indias / El Carmen de Bolívar / Magangué / Arjona (Bolívar) / Galerazamba Sedes alternas Cali, Bogotá y Nilo                                                  | Bolívar                                        |
| 2023 | XXII edición  | Armenia Pereira Manizales Chinchiná Valle del Cauca | Quindío · Risaralda · Caldas · Valle del Cauca |
| 2027 | XXIII edición | Montería / Cereté / Ciénaga de Oro / Lorica / San Antero Sincelejo / Tolú / Coveñas Sedes alternas Cali, Bogotá y Nilo                                                     | Córdoba · Sucre                                |

## Participantes
Los Juegos Deportivos Nacionales cuenta con la participación deportiva de cada departamento, Bogotá, las Fuerzas Militares y la Policía Nacional, solo en una ocasión participó la ciudad de Cartagena de Indias.
| Delegación                   | 1928 | 1932 | 1935 | 1936 | 1941 | 1950 | 1954 | 1960 | 1970 | 1974 | 1980 | 1985 | 1988 | 1992 | 1996 | 2000 | 2004 | 2008 | 2012 | 2015 | 2019 | 2023 |
| ---------------------------- | ---- | ---- | ---- | ---- | ---- | ---- | ---- | ---- | ---- | ---- | ---- | ---- | ---- | ---- | ---- | ---- | ---- | ---- | ---- | ---- | ---- | ---- |
| Amazonas                     |      |      |      |      |      |      | X    | X    |      | X    | X    |      | X    | X    | X    | X    | X    | X    | X    | X    | X    | X    |
| Antioquia                    | X    | X    | X    | X    | X    | X    | X    | X    | X    | X    | X    | X    | X    | X    | X    | X    | X    | X    | X    | X    | X    | X    |
| Arauca                       |      |      |      |      |      |      | X    |      |      | X    | X    | X    |      | X    | X    | X    | X    | X    | X    | X    | X    | X    |
| Atlántico                    | X    | X    | X    | X    | X    | X    | X    | X    | X    | X    | X    | X    | X    | X    | X    | X    | X    | X    | X    | X    | X    | X    |
| Bogotá, D. C.                |      |      |      |      |      |      |      | X    | X    | X    | X    | X    | X    | X    | X    | X    | X    | X    | X    | X    | X    | X    |
| Bolívar                      | X    | X    | X    | X    | X    | X    | X    | X    | X    | X    | X    | X    | X    | X    | X    | X    | X    | X    | X    | X    | X    | X    |
| Boyacá                       | X    | X    |      |      | X    |      | X    | X    | X    | X    | X    | X    | X    | X    | X    | X    | X    | X    | X    | X    | X    | X    |
| Caldas                       | X    | X    | X    | X    | X    | X    | X    | X    | X    | X    | X    | X    | X    | X    | X    | X    | X    | X    | X    | X    | X    | X    |
| Caquetá                      |      |      |      |      |      |      | X    |      |      |      | X    | X    | X    | X    | X    | X    | X    | X    | X    | X    | X    | X    |
| Cartagena de Indias          |      |      |      |      |      |      |      |      |      |      |      |      |      |      |      | X    |      |      |      |      |      |      |
| Casanare                     |      |      |      |      |      |      |      |      |      |      | X    | X    |      | X    | X    | X    | X    | X    | X    | X    | X    | X    |
| Cauca                        |      |      | X    | X    | X    | X    | X    | X    |      | X    | X    | X    | X    | X    | X    | X    | X    | X    | X    | X    | X    | X    |
| Cesar                        |      |      |      |      |      |      |      |      |      | X    | X    | X    | X    | X    | X    | X    | X    | X    | X    | X    | X    | X    |
| Córdoba                      |      |      |      |      |      |      | X    | X    | X    | X    | X    | X    | X    | X    | X    | X    | X    | X    | X    | X    | X    | X    |
| Cundinamarca                 | X    | X    | X    | X    | X    | X    | X    | X    | X    | X    | X    | X    | X    | X    | X    | X    | X    | X    | X    | X    | X    | X    |
| Chocó                        |      |      |      |      |      |      | X    | X    |      | X    | X    | X    |      | X    | X    | X    | X    | X    | X    | X    | X    | X    |
| Federación Deportiva Militar |      |      |      |      |      |      | X    |      | X    | X    | X    | X    | X    | X    | X    | X    | X    | X    | X    | X    | X    | X    |
| Guainía                      |      |      |      |      |      |      |      |      |      | X    |      |      |      | X    | X    | X    | X    | X    |      |      |      | X    |
| Guaviare                     |      |      |      |      |      |      |      |      |      |      |      | X    |      |      | X    | X    | X    | X    |      | X    | X    | X    |
| Huila                        | X    |      |      |      |      | X    | X    | X    | X    | X    | X    | X    | X    | X    | X    | X    | X    | X    | X    | X    | X    | X    |
| La Guajira                   |      |      |      |      |      |      | X    |      |      | X    | X    |      |      | X    | X    | X    | X    | X    | X    | X    | X    | X    |
| Magdalena                    | X    | X    | X    | X    | X    | X    | X    | X    | X    | X    | X    | X    | X    | X    | X    | X    | X    | X    | X    | X    | X    | X    |
| Meta                         |      |      |      |      |      |      | X    | X    | X    | X    | X    | X    | X    | X    | X    | X    | X    | X    | X    | X    | X    | X    |
| Nariño                       |      |      |      | X    | X    |      | X    | X    | X    | X    | X    | X    | X    | X    | X    | X    | X    | X    | X    | X    | X    | X    |
| Norte de Santander           | X    |      | X    |      | X    | X    | X    | X    | X    | X    | X    | X    | X    | X    | X    | X    | X    | X    | X    | X    | X    | X    |
| Policía Nacional de Colombia |      |      |      |      |      |      |      |      |      |      |      |      |      |      |      |      |      |      |      | X    |      |      |
| Putumayo                     |      |      |      |      |      |      |      |      |      | X    | X    |      |      | X    | X    | X    | X    | X    | X    | X    | X    | X    |
| Quindío                      |      |      |      |      |      |      |      |      | X    | X    | X    | X    | X    | X    | X    | X    | X    | X    | X    | X    | X    | X    |
| Risaralda                    |      |      |      |      |      |      |      |      | X    | X    | X    | X    | X    | X    | X    | X    | X    | X    | X    | X    | X    | X    |
| San Andrés y Providencia     |      |      |      |      |      |      | X    | X    | X    | X    | X    | X    | X    | X    | X    | X    | X    | X    | X    | X    | X    | X    |
| Santander                    | X    | X    | X    |      | X    | X    | X    | X    | X    | X    | X    | X    | X    | X    | X    | X    | X    | X    | X    | X    | X    | X    |
| Sucre                        |      |      |      |      |      |      |      |      | X    |      | X    | X    | X    | X    | X    | X    | X    | X    | X    | X    | X    | X    |
| Tolima                       | X    |      |      |      |      | X    | X    | X    | X    | X    | X    | X    | X    | X    | X    | X    | X    | X    | X    | X    | X    | X    |
| Valle del Cauca              | X    | X    | X    | X    | X    | X    | X    | X    | X    | X    | X    |      | X    | X    | X    |      | X    | X    | X    | X    | X    | X    |
| Vaupés                       |      |      |      |      |      |      | X    |      |      |      | X    | X    |      |      | X    | X    | X    | X    | X    |      | X    | X    |
| Vichada                      |      |      |      |      |      |      | X    |      |      |      |      | X    |      | X    | X    | X    | X    | X    | X    |      | X    |      |

|  | Campeón |  | Subcampeón |  | Tercer lugar | X | Participante |  | No participó |

## Resultado histórico

### Primer lugar
En aquellas ediciones que se ha clasificado por puestos, desde la I edición en 1928 hasta la VIII en 1960 no se contaba con el sistema de medalleria actual, por lo que se optaba por un sistema de puntos, a partir de la IX edición en 1970 se adoptó el sistema de medallería, los juegos han sido ganados por las siguientes delegaciones: 
| Delegación      | Juegos Deportivos Nacionales -                           |
| --------------- | -------------------------------------------------------- |
| Valle del Cauca | (9) 1941, 1950, 1954, 1960, 1970, 1974, 1996, 2019, 2023 |
| Antioquia       | (8) 1980, 1985, 1988, 1992, 2000, 2008, 2012, 2015       |
| Cundinamarca *  | (3) 1928, 1932, 1936                                     |
| Bogotá, D. C.   | (1) 2004                                                 |

- Títulos obtenidos participando con Bogotá.[1]

## Records de medallería

### Más veces campeón
Valle (9)

### Más títulos consecutivos
Valle (6) 1941, 1950, 1954, 1960, 1970, 1974 

### Más oros en una sola competición
Valle (210) Edición 2023*

### Más medallas totales en una sola competición
Valle (491) Edición 2023*

## Deportes
Durante el desarrollo de los juegos se disputan los siguientes deportes:
| - Actividades subacuáticas - Ajedrez - Atletismo - Balonmano - Baloncesto - Béisbol - Billar - Bolos - Boxeo - Canotaje - Ciclismo - Ciclismo BMX - Ciclismo de montaña - Ciclismo en pista - Ciclismo en ruta - Deportes acuáticos - Clavados - Nado sincronizado | - - Natación - Natación en aguas abiertas - Equitación - Esgrima - Fútbol - Gimnasia - Gimnasia acrobática - Gimnasia artística - Gimnasia en trampolín - Gimnasia rítmica - Hapkido - Judo - Karate - Levantamiento de pesas - Lucha - Patinaje - Remo | - Squash - Taekwondo - Tenis - Tenis de mesa - Tiro deportivo - Tiro con arco - Triatlón - Vela - Softbol - Voleibol - Voleibol de playa - Tejo |